# Joey Haro
Joseph Haro (Miami, 29 de mayo de 1987), también conocido como Joey Haro, es un actor estadounidense mejor conocido por interpretar a Clark Stevenson en la serie de comedia adolescente de MTV Awkward y por interpretar a Mateo en Elena de Ávalor. También fue miembro de The Warblers en Glee.

## Primeros años y carrera
Haro nació en Miami de padres cubanos. Asistió a la New World School of the Arts para la escuela secundaria, y luego estudió en la Universidad Estatal de Florida, pero la dejó después de su segundo año para mudarse a la ciudad de Nueva York para seguir una carrera como actor.
En 2009 apareció en Broadway como Chino en West Side Story, y formó parte del elenco de Hairspray y Altar Boyz. Interpretó a Hanschen en la producción de Spring Awakening de Deaf West Theatre en Los Ángeles en 2014. De 2011 a 2013 interpretó a Clark Stevenson en la serie de televisión Awkward.
En 2013 protagonizó la comedia de corta duración Welcome to the Family como Junior Hernandez. y apareció en un episodio de Vegas.
También apareció como Roger en un episodio de Battle Creek del 2015. En 2016 interpretó a Dallas en siete episodios de Still the King e interpretó a Paul en la película Summertime. En el 2019 apareció en la película As You Like It, una adaptación de la obra de teatro homónima de William Shakespeare. Tuvo papeles de estrella invitada en Jessica Jones y This Close. Su papel más destacado en los últimos años es su voz de Mateo en 44 episodios de Elena de Ávalor, una serie animada que se emitió de 2016 a 2020, y en la película para televisión Elena y el secreto de Ávalor.

## Vida personal
El 11 de octubre de 2020, en el Día para salir del armario, Haro hizo pública su homosexualidad en una publicación de Instagram. Además, el 29 de junio de 2020, al final del Mes del Orgullo LGBT, Haro dijo en una publicación de Instagram que "algún día la encontraremos[,] la conexión arcoíris[,] los amantes, los soñadores y yo" y deseó gente "Feliz Orgullo".

## Filmografía
| Año       | Obra                           | Rol              | Notas        |
| --------- | ------------------------------ | ---------------- | ------------ |
| 2011–2012 | Glee                           | Warbler #1       | 4 episodios  |
| 2011–2013 | Awkward                        | Clark Stevenson  | 9 episodios  |
| 2013      | Vegas                          | Tony             | 1 episodio   |
| 2013      | Welcome to the Family          | Junior Hernandez | 12 episodios |
| 2015      | Battle Creek                   | Roger            | 1 episodio   |
| 2016-2020 | Elena of Avalor                | Mateo (voz)      | 44 episodios |
| 2016      | Elena and the Secret of Avalor | Mateo (voz)      |              |
| 2016      | Still the King                 | Dallas           | 7 episodios  |
| 2016      | Summertime                     | Paul             |              |
| 2019      | As You Like It                 | Celia / Aliena   |              |
| 2019      | Jessica Jones                  | Camarero         | 1 episodio   |
| 2019      | This Close                     | Noah             | 2 episodios  |